# Austrolimnophila (Austrolimnophila) macropyga
Austrolimnophila (Austrolimnophila) macropyga is een tweevleugelige uit de familie steltmuggen (Limoniidae). De soort komt voor in het Neotropisch gebied.